# Fitton Gerard (3e comte de Macclesfield)
Fitton Gerard, 3e comte de Macclesfield (15 octobre 1663 - 26 décembre 1702) est un pair britannique.

## Biographie
Il est le fils cadet de Charles Gerard (1er comte de Macclesfield), et représente plusieurs circonscriptions, principalement dans le Lancashire, à la Chambre des communes d’Angleterre, avant de succéder à son frère Charles Gerard (2e comte de Macclesfield) comme comte de Macclesfield en 1701. Il est nommé lieutenant-adjoint du Lancashire cette année-là, mais est décédé l'année suivante, et le comté s'éteint.
Après sa mort, le duc d’Hamilton et Lord Mohun se disputent longuement pour déterminer qui devait hériter des domaines de Gawsworth Hall et de Macclesfield. Hamilton se réclame héritier par son épouse, Elizabeth Gerard, petite-fille de Charles Gerard, premier comte de Macclesfield, tandis que Mohun est l'héritier nommé de son ami Charles Gerard, second comte de Macclesfield. Le 15 novembre 1712, les deux hommes se disputent un célèbre duel à Hyde Park, décrit dans L'Histoire de Henry Esmond de Thackeray et dans Anecdotes of the Aristocracy de Bernard Burke .